# Myotis californicus
Myotis californicus é uma espécie de morcego da família Vespertilionidae.
Pode ser encontrada nos seguintes países: Canadá, Guatemala, México e Estados Unidos da América.